# 147 573 952 589 676 412 927
L'entier 147 573 952 589 676 412 927 est le nombre de Mersenne M67 = 267 – 1. Il n'est pas premier.

## Histoire
Marin Mersenne avait conjecturé en 1644 que ce nombre était premier, l'incluant dans sa liste de nombres premiers de la forme 2p – 1 publiée dans Cogitata Physico-Mathematica.
Édouard Lucas montra en 1876, grâce au test de primalité de Lucas-Lehmer, que ce nombre n'était pas premier, invalidant ainsi la conjecture de Mersenne, mais sans pouvoir déterminer ses facteurs.
La factorisation de ce nombre fut donnée en 1903 par Frank Nelson Cole : 
Néanmoins, une hypothèse apparut ensuite, selon laquelle l'erreur ne provenait pas de Mersenne lui-même mais d'une coquille à la composition : 61 aurait été remplacé par 67, puisque Pervouchine avait prouvé en 1883 que M61 était premier alors qu'il n'apparaît pas dans la liste de nombres Mp premiers publiée par Mersenne. Cette hypothèse a toutefois été battue en brèche par le fait que Mersenne avait répété cette erreur dans une réédition de son livre qu'il avait remaniée, puis lorsqu'on a découvert qu'il avait commis plusieurs autres erreurs dans sa liste de nombres Mp premiers (il y avait oublié M89 et M107, et y avait indûment inclus M257).

### Anecdote de la démonstration silencieuse de Cole
Frank Nelson Cole annonça qu'il était parvenu à factoriser ce nombre le 31 octobre 1903 à New York, lors d'une séance de l’American Mathematical Society où il présentait son article « On the factoring of large numbers ». L'histoire raconte que Cole se leva et alla calculer sans un mot la valeur de M67, puis calcula à l'autre bout du tableau 193 707 721 × 761 838 257 287, pour obtenir le même résultat. Il retourna ensuite à sa place toujours sans prononcer la moindre parole, sous les applaudissements de ses collègues.
L'anecdote est rapportée en 1951 par Eric Temple Bell dans Mathematics, Queen and Servant of Science. Bell, qui avait fait sa thèse sous la direction de Cole, ajoute qu'il lui écrivit en 1911 pour lui demander combien de temps il avait pris pour factoriser ce nombre, et Cole lui répondit qu'il y avait passé tous ses dimanches pendant trois ans (« three years of Sundays »).
Cette anecdote, dont l'authenticité est remise en question par les historiens des mathématiques, est devenue une sorte de légende urbaine.